# باول سميث
باول سميث (بالإنجليزية: Paul Smith)‏ (5 أكتوبر 1967 بويمبلي في المملكة المتحدة - ) هو لاعب كرة قدم بريطاني في مركز جناح ‏. لعب مع نادي برينتفورد ونادي توركي يونايتد ونادي بريستول روفيرز.

## وصلات خارجية
- باول سميث على موقع قاعدة بيانات كرة القدم.إي يو (الإنجليزية)
- باول سميث على موقع قاعدة بيانات كرة القدم.إي يو (الإنجليزية)